# Nam Le
Nam Thien Le (Irvine, 10 september 1980) is een Amerikaans professioneel pokerspeler van Vietnamese afkomst. Hij won onder meer het $10.000 World Poker Tour - Main Event - No Limit Hold'em van de Bay 101 Shooting Stars 2006 (goed voor $1.198.300,- prijzengeld) en het HK$150.000 No Limit Hold'em - High Rollers Event van de APPT Macau 2008 (goed voor $473.915,-). Le verdiende tot en met juni 2014 meer dan $6.850.000,- met pokertoernooien (cashgames niet meegerekend).

## Wapenfeiten
Le won in 2006 zijn eerste World Poker Tour (WPT)-titel, nadat hij daarop één keer eerder een finaletafel haalde. Op het $15.000 World Poker Tour Championship - No Limit Hold'em van de Five-Diamond World Poker Classic 2004 werd hij zesde. Nadat hij zijn eerste WPT-titel eenmaal binnen had, kwam hij meer dan eens dicht bij een volgende. Zo werd hij achtste in het $10.000 No Limit Hold'em-toernooi van de Bellagio Cup III 2007, zesde in het $7.500 No Limit Hold'em - Championship Event van de Turks and Caicos Poker Classic 2007 en vierde in het $9.900 No Limit Hold'em - Championship Event van de L.A. Poker Classic 2008. Hij was bovendien verliezend finalist in het $15.000 WPT Championship van de 6th Annual Festa Al Lago Classic 2008 (achter Bertrand Grospellier). Le kreeg voor zijn tweede plaats wel $943.215,- mee.
Le's erelijst in de World Series of Poker is korter, maar bevat ook verschillende aansprekende resultaten. Zo werd hij tweede in het $2.000 No Limit Hold'em-toernooi van de World Series of Poker 2006 (achter Mark Vos) en derde in het $1.500 No Limit Hold'em-toernooi van de World Series of Poker 2007. Twee jaar later werd hij ook nog negende in het 2.500 Deuce to Seven Triple Draw-toernooi van de World Series of Poker 2009.

## Titels
Tot de toernooien die Le won, behoren ook:
- het $540 No Limit Hold'em-toernooi van het Holiday Bonus Tournament 2004 ($68.605,-)
- het $300 No Limit Hold'em-toernooi van de Grand Slam of Poker 2005 ($55.175,-)
- het $300 No Limit Hold'em-toernooi van Legends of Poker 2005 ($110.550,-)
- het $300 No Limit Hold'em-toernooi van Big Poker Oktober 2005 ($28.680,-)
- het $1.500 No Limit Hold'em-toernooi van Bellagio Festa Al Lago IV 2005 ($147.925,-)
- het $5.000 Championship Event - No Limit Hold'em van de Scotty Nguyen Poker Challenge 2006 ($204.579,-)
- het $910 No Limit Hold'em-toernooi van de World Poker Finals 2007 ($145.427,-)